# Butia capitata var. odorata
Butia capitata var. odorata potječe iz obalnih krajeva južnog Brazila (Santa Catarina i Rio Grande do Sul) i sjevernog Urugvaja. 
Ima nešto niži rast u odnosu na Butia capitatu i manje "teško" lišće zbog čega je otpornija na vjetar od potonje, a i podnosi niže temperature, do -15°C. Deblo je s nešto izraženijim urezima. Cvjetovi su jako mirisni. 
Postoje naznake[nedostaje izvor] da će uskoro vjerojatno biti priznata kao posebna vrsta. Ova palma je također iznimno pogodna za cijelu jadransku obalu.